# Casino Internacional Tibidabo

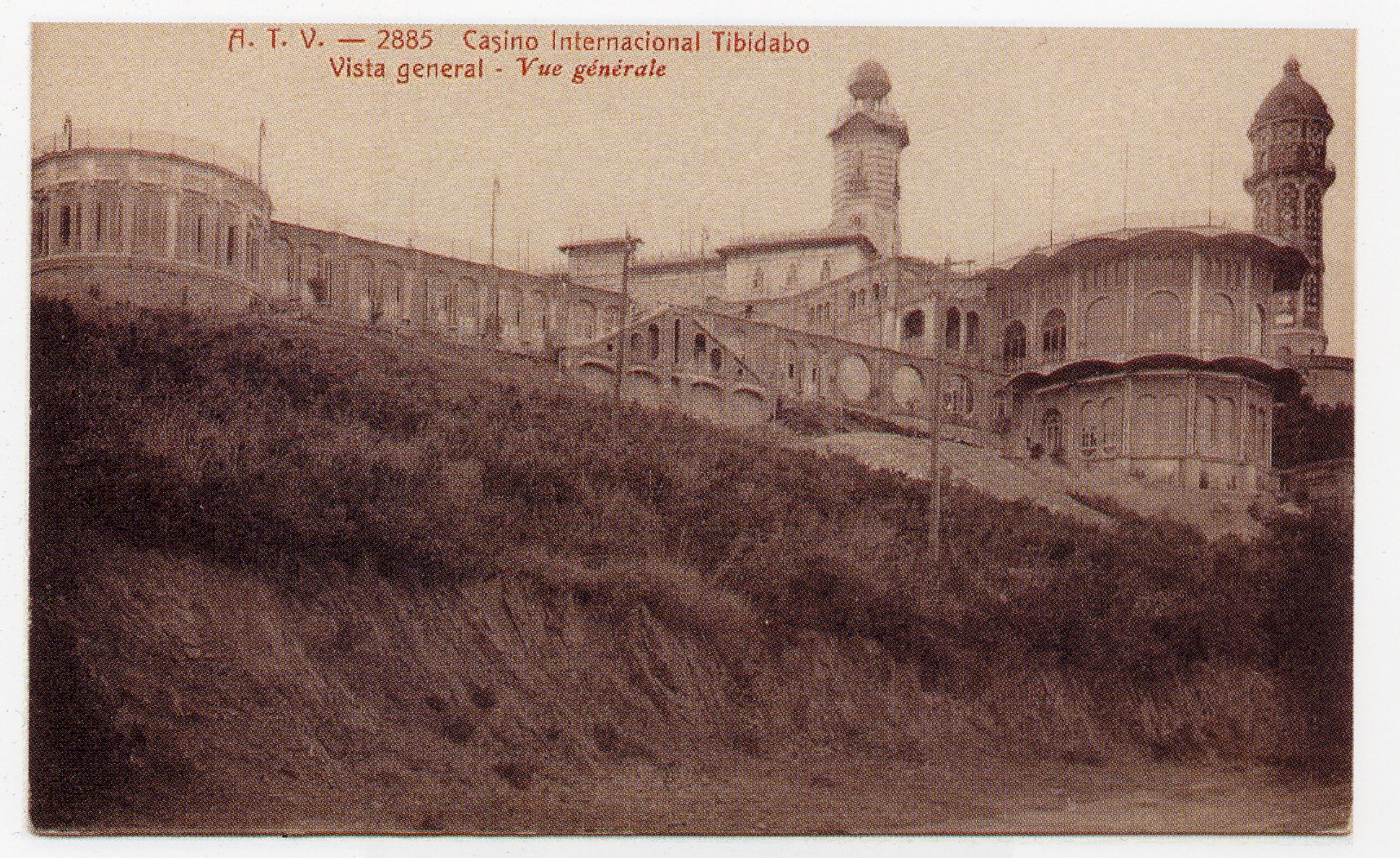
Vista del edificio

El Casino Internacional Tibidabo fue un casino fundado en 1909 y ubicado en la cima de la montaña del Tibidabo, en Barcelona. El edificio constaba de una sala de juegos, un teatro y un bar, y ofrecía juegos de azar como la ruleta y el baccarat. A pesar de que los juegos de apuestas estaban prohibidos por ley en España el casino permaneció abierto durante tres años hasta que el gobierno lo clausuró en 1912.

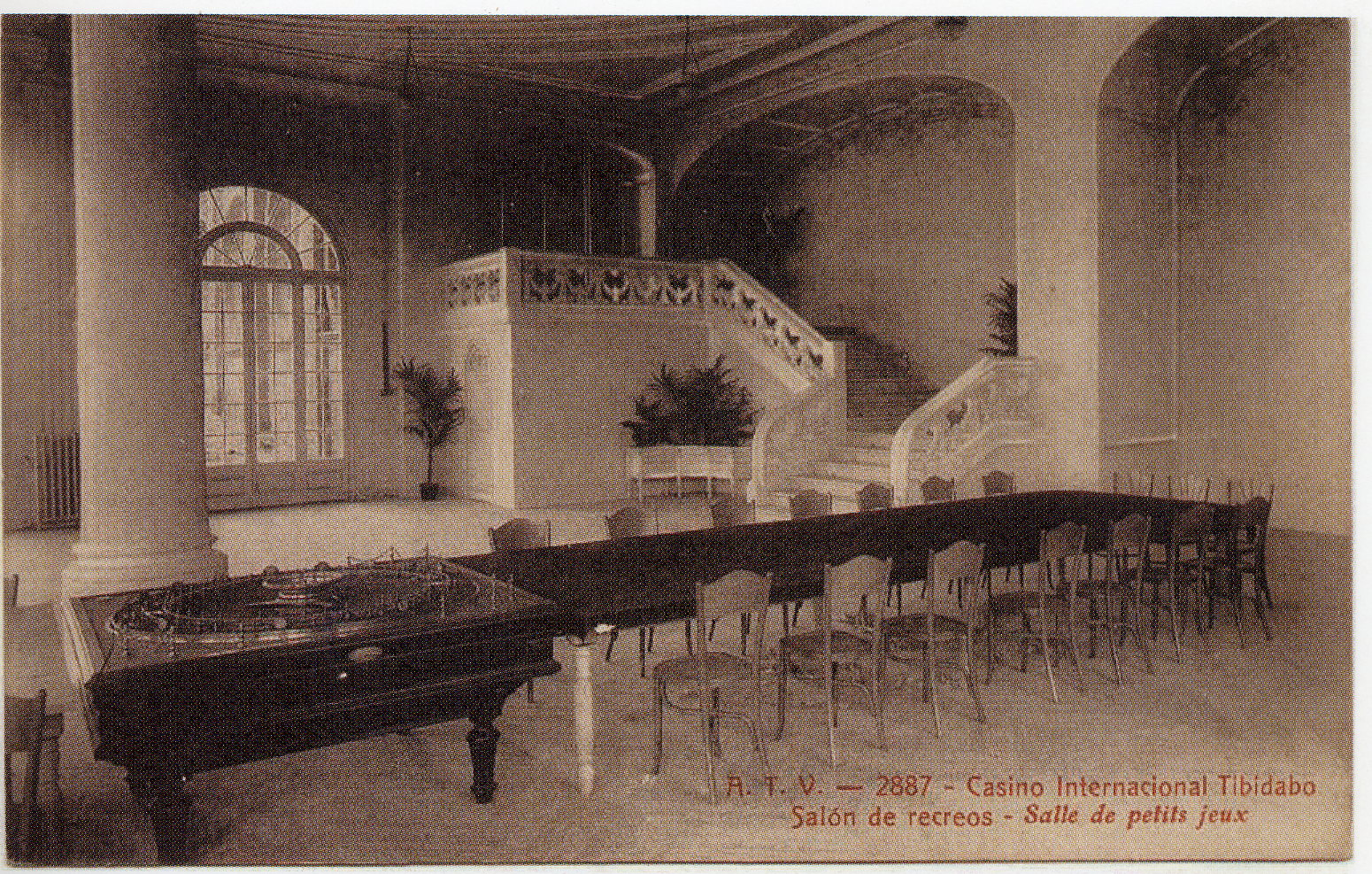
Mesa de ruleta en el casino